# هدیبی
هدیبی (به آلمانی: Haithabu) یک شهر در آلمان است که در Dannewerk, Schleswig-Holstein, Germany واقع شده‌است.